# Cratere Trinidad
Trinidad  è un cratere sulla superficie di Marte.